# Masarykovo náměstí (Znojmo)
Masarykovo náměstí je jeden ze dvou ústředních prostorů v historickém jádru Znojma. Nazváno bylo (již roku 1924) podle prvního československého prezidenta Tomáše Garrigua Masaryka. Lemuje ho zástavba měšťanských domů, které jsou několik stovek let staré. Na náměstí se nachází kašna. Pod náměstím probíhají historické podzemní chodby. Ve Znojmě je několik náměstí, tomuto se původně říkalo Dolní náměstí.